# Aéroport de Bodø
L'aéroport de Bodø (norvégien : Bodø lufthavn) est un aéroport civil situé à Bodø en Norvège. L'aéroport dispose d'une seule piste longue de 2 794 mètres sur 45 mètres.
L'aéroport de Bodø dessert principalement des destinations domestiques, il est utilisé comme hub par des compagnies régionales.

## Situation

### Carte des aéroports en Norvège
Carte des principaux aéroports de Norvège (en 2019)
Le Svalbard n'est pas ici en coordonnées géographiques exactes.
| Oslo-Gardermoen Bergen Stavanger Trondheim Tromsø Bodø Sandefjord Moss Kristiansand Ålesund Haugesund Harstad/Narvik Molde Kristiansund Alta Kirkenes Bardufoss Florø Hammerfest Svalbard Plus de 10 millions Plus de 5 millions Plus de 1 million Plus de 0,4 million Moins de 0,4 million Fermé |

## Statistiques
Le graphique qui aurait dû être présenté ici ne peut pas être affiché car il utilise l'ancienne extension Graph, désactivée pour des questions de sécurité. Des indications pour créer un nouveau graphique avec la nouvelle extension Chart sont disponibles ici.

Voir la requête brute et les sources sur Wikidata.

## Compagnies et destinations
| Compagnies            | Destinations |
| --------------------- | --- |
| Aegean Airlines       | En saison charter : Rhodes-Diagoras |
| AlbaStar              | En saison charter : Milan-Malpensa |
| Norwegian Air Shuttle | Oslo-Gardermoen En saison : Las Palmas/Gran Canaria En saison charter : La Canée I.-Daskaloyánnis, Palma de Majorque |
| Scandinavian Airlines | Oslo-Gardermoen, Trondheim, Tromsø En saison : Alicante-Elche, Stockholm En saison charter : La Canée I.-Daskaloyánnis |
| Small Planet Airlines | En saison charter : Split |
| Sunclass Airlines     | En saison charter : Las Palmas/Gran Canaria, Varna |
| Widerøe               | - Andenes-Andøya (en), - Bergen, - Brønnøysund, - Narvik/Harstad, - Leknes, - Mo i Rana-Røssvoll (no), - Mosjøen (en), - Namsos, - Rørvik (en), - Røst, - Sandnessjøen (en), - Stokmarknes (en), - Svolvaer (Helle) (en), - Tromsø, - Trondheim |

Édité le 16/10/2018

## Accès
L'aéroport est à l'extrémité de la Route nationale 80.